# O, gamla klang- och jubeltid!
O, gamla klang- och jubeltid! är en populär sång i akademiska sammanhang, framförd i regel i samband med att man reser sig från bordet vid en festmåltid och avslutar middagssittningen. 
Ursprunget är den tyska studentsången O alte Burschenherrlichkeit som uppges vara författad av Eugen Höfling 1825. Den bearbetades av August Lindh i Uppsala och trycktes 1921 i Sångbok för Västmanlands-Dala nation nr 9. Sången ingår också i skådespelet Alt-Heidelberg från 1901, som filmatiserades första gången 1927 som Gamla Heidelberg.
De inledande raderna i vers två ("Var äro de som kunde allt, blott ej sin ära svika") är möjligen influerade av vers sexton i Johan Ludvig Runebergs dikt Fänrik Stål ur Fänrik Ståls sägner ("Jag såg ett folk, som kunde allt, blott ej sin ära svika"). 
Den tredje versen är en direkt motsvarighet till den tyska förlagan och handlar om de fyra ursprungliga fakulteterna. Traditionellt reser sig de studerande vid respektive fakultet och sjunger själva sin strof: filosoferna (”Den ene vetenskap och vett in i scholares mänger”), juristerna (”den andre i sitt anlets svett på paragrafer vränger”), teologerna (”en plåstrar själen som är skral”) och medicinarna (”en lappar hop dess trasiga fodral”). 
Under den sista versen ställer sig deltagarna för att efter sången skåla och lämna bordet.